# Yahoo!奇摩輸入法
Yahoo!奇摩輸入法，曾是由Yahoo!奇摩開發的中文輸入法程式。提供智慧型注音輸入法（好打注音模式）和倉頡輸入法，並可依己身需求自定輸入法。2013年1月15日停止開發並終止官方網站下載，同時將程式原始碼釋出至開放原始碼社群。

## 版本歷史
Yahoo!奇摩輸入法目前最新版本是1.1.2535，以下是历经发布的版本。
| 版本       | 更新内容                                                     |
| ---------- | ------------------------------------------------------------ |
| 1.0 Beta2  | 第一个測試版本。                                             |
| 1.0 正式版 | 第一个正式版本。                                             |
| 1.0.2207   | 修正在較早電玩遊戲無法打字的相容性問題。                     |
| 1.0.2251   | 支援Windows7。                                               |
| 1.1.2408   | 加強與Google應用程式的相容性。                               |
| 1.1.2462   | 修正「邊打字邊組字」模式的部份問題。                         |
| 1.1.2470   | 修正在使用部分軟體切換至英文模式後，有時無法移動游標的問題。 |
| 1.1.2487   | 加強與Google Chrome的相容性。                                |

## 系统需求
- Windows XP / Windows Vista / Windows 7 (32/64-bit editions)
- Microsoft.NET Framework 2.0版本以上
- 256MB RAM